# 尼科尔斯基岛
尼科尔斯基岛（俄语：Остров Никольского）或木克山岛（满语：Mukxanlakv Ajige Tun），是彼得大帝湾的岛，属滨海边疆区福基诺封闭城区。它曾是吉林将军例行巡查珲春南海的终点，现在是巴甫洛夫斯科耶海军基地的一个半岛。